# Catroux
Catroux je priimek več oseb:
- Betty Catroux, francoska manekenka
- Georges-Albert-Julien Catroux, francoski general